# Jacobo de Villaurrutia
Jacobo de Villaurrutia y López de Osorio (Santo Domingo, La Española, 1757 - Ciudad de México, México, 1833) fue un abogado Novo hispano que se desempeñó como oidor en Guatemala, Nueva España y Barcelona. Fue el cofundador del Diario de México, primer periódico diario de México.

## Semblanza biográfica
Su padre fue el oidor Antonio de Villaurrutia y Salcedo y Ortiz de la Torre y su madre María Antonia López de Osorio y Terrazas. Viajó en 1763 a la Nueva España, realizó sus primeros estudios en la Ciudad de México, los cuales continuó en España en la Universidad de Alcalá, la Real Universidad de Toledo y en la Universidad de Valladolid. De esta forma obtuvo el título de maestro en artes, así como un doctorado en leyes en 1782. Fue corregidor de letras y justicia mayor en Alcalá de Henares. Fue miembro fundador de la Academia de Literatos Españoles, y colaboró como articulista en el Correo de Madrid. 
De 1792 a 1804 fue oidor de la Real Audiencia de Guatemala. Colaboró para el periódico Gazeta. Promovió la fundación y dirigió la Sociedad Económica de Amigos del País, cuyo objetivo era fomentar el desarrollo económico, sin embargo fue clausurada en 1799. Desempeñó diversos cargos, entre ellos director del Monte Pío de Ministros y asesor de los Ramos de Tabacos, Pólvora y Naipes.
En 1804 viajó a la Nueva España para ocupar el cargo de alcalde del crimen en la Real Audiencia de México. En 1805, junto con Carlos María Bustamante y Diego Wenceslao Barquera fue cofundador del Diario de México, en el cual publicó ensayos de filosofía y educación pública. Durante la crisis política en México de 1808 apoyó las ideas de Francisco Primo de Verdad y Ramos, Juan Francisco Azcárate y Lezama y Melchor de Talamantes para crear la Junta de México la cual sería independiente a las similares de la Metrópoli, para de esta forma dirigir localmente el destino político de Nueva España durante el cautiverio de Fernando VII. Durante la junta general del 9 de septiembre fue designado responsable del proyecto de convocatoria, sin embargo después del golpe de Estado dirigido por Gabriel de Yermo fue acusado de ser "sospechoso de desafecto al gobierno de la Metrópoli" y se le conminó a abandonar el virreinato. Utilizó todas las vías legales para permanecer, durante esta época apoyó la causa independentista como miembro de Los Guadalupes. Finalmente viajó a España en 1814. Fue oidor de la Audiencia de Barcelona. Recibió en su casa a José Mariano Mociño, quien murió siendo su huésped.
Una vez consumada la guerra de independencia, regresó a México en 1822. Fue regente de la Audiencia, presidente del Tribunal Supremo del Estado de México y presidente de la Suprema Corte de Justicia. Murió en la Ciudad de México en 1833.